# Westerscheldetunnel
De Westerscheldetunnel is een tunnel van 6,6 kilometer lang in de N62 onder de Westerschelde tussen Ellewoutsdijk op Zuid-Beveland en Terneuzen in Zeeuws-Vlaanderen en is daarmee de langste tunnel voor het wegverkeer van Nederland.
Sinds de opening in 2003 was de Westerscheldetunnel een toltunnel voor alle gemotoriseerde verkeer. Vanaf 30 december 2024 om 15:00 geldt de tol niet meer voor personenwagens en motoren, terwijl alle overige voertuigen een betalingsverplichting hebben tot 2033.

## Geschiedenis
Al sinds 1930 waren er plannen voor een vaste oeververbinding. In 1955 werd een studie verricht naar de verschillende mogelijkheden. In de jaren '70 waren er plannen voor een brug-tunnelcombinatie ter hoogte van de Veerdienst Kruiningen-Perkpolder. Er werd gedacht aan een 23 meter hoge brug, een kunstmatig eiland in de Westerschelde en een 31 meter diepe tunnel onder de diepe vaargeul. 
In 1981 werd door minister Tuijnman van Verkeer en Waterstaat toestemming gegeven voor de bouw maar twee jaar later schrapte de nieuwe minister Smit-Kroes het project weer. In 1986 werden zeven varianten voorgesteld met brug en tunnel of alleen tunnel. België had ernstig bezwaar tegen een brug omdat die een belemmering betekende voor het scheepvaartverkeer. 

In 1992 kwam er een plan voor de bouw van een meer westelijker gelegen tunnel waardoor beide veerdiensen uit de vaart konden worden genomen. In 1995 werd dit door het Kabinet goedgekeurd. De voorbereidende werkzaamheden begonnen in 1997 en op 11 november 1998 werd de Westerscheldetunnel N.V. opgericht. Voor de bouw zijn twee tunnelboormachines gebruikt, de Sara voor de Oostbuis begon met boren in juli 1999 en de Suzanna voor de Westbuis in september 1999. 
De bouw van de tunnel samen met de  aansluitende wegen duurde in totaal ruim zeven jaar.

## Beschrijving

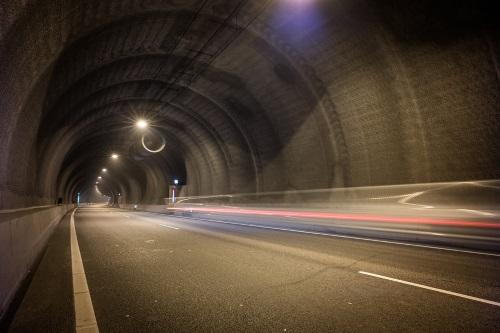
Westbuis

De Westerscheldetunnel is 6,6 km lang en heeft aan de zuidkant, over een lengte van 1200 meter, een weggedeelte met een hellingsvlak van 4,5%. De maximale doorrijhoogte is 4,30 meter. Het diepste punt bereikt de tunnel onder de Pas van Terneuzen, 60 meter onder waterniveau. In de tunnel geldt een maximumsnelheid van 100 km/u. Dit wordt gecontroleerd door middel van trajectcontrole over een afstand van ruim acht km. De tunnel is niet toegankelijk voor voetgangers en fietsers en bromfietsen.
De Westerscheldetunnel is een geboorde tunnel en bestaat uit twee buizen met een diameter van elf meter die met een tunnelboormachine gegraven zijn. Elke buis heeft ruimte voor twee rijstroken. Er is geen vluchtstrook aanwezig. Om de 250 meter zijn de tunnelbuizen aan elkaar gekoppeld door zogenaamde dwarsverbindingen. In geval van een calamiteit worden deze dwarsverbindingen ontgrendeld, zodat personen in de tunnel kunnen vluchten naar de andere, veilige buis. 
De tunnel werd geopend op 14 maart 2003. Sindsdien is het autoveer Kruiningen-Perkpolder van de Provinciale Stoombootdiensten in Zeeland opgeheven en de Veerdienst Breskens-Vlissingen alleen nog toegankelijk voor fietsers en voetgangers en een jaar later vervangen door een kleiner fiets- en voetveer.

## Exploitatie
De bouw van de tunnel en de aanleg van de toeleidende wegen kostte 750,8 miljoen euro (excl. btw). De tunnel wordt sinds de opening in 2003 voor een periode van dertig jaar (tot 2033) geëxploiteerd door de N.V. Westerscheldetunnel. Sinds 1 juli 2009 is de tunnel eigendom van de provincie Zeeland. Voorheen was de NV voor 95,4% eigendom van het ministerie van Verkeer en Waterstaat (als aandeelhouder van de Nederlandse staat) en voor 4,6% van de provincie Zeeland. Op 17 juni 2008 werd bekendgemaakt dat het ministerie van Verkeer en Waterstaat de 95,4% van de aandelen aan de provincie Zeeland zou verkopen. Sinds 1 juli 2009 zijn alle aandelen in handen van de provincie. 
Voor de exploitatie van de Westerscheldetunnel is op 1 oktober 1998 de Tunnelwet Westerschelde aangenomen. Hierin staat onder andere beschreven voor welke periode er tol geheven wordt en worden er regels gegeven voor het vaststellen van de tarieven.
Tol voor deze tunnel wordt geheven op het Tolplein Westerscheldetunnel in Borssele, voor beide rijrichtingen.

### Tarieven
- Auto's: gratis

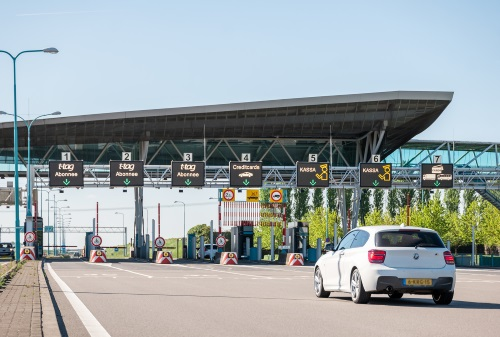
Tolplein bij Borssele

- Auto's met caravan langer dan 6 meter en lager dan 3 meter: € 7,45
- Kleine vrachtauto's, campers en bussen korter dan 12 meter en hoger dan 3 meter: € 18,20
- Grote vrachtauto's: € 25,00
- Motoren: gratis (altijd via de kassa passeren i.v.m. de veiligheid)

- t-tag klanten betalen resp. € 3,00, € 4,50, € 11,00, € 15,00 en € 2,00.
- Veelgebruikers (meer dan 150 passages per t-tag per jaar) krijgen daarbovenop ca. 50% extra korting.

Hulpdiensten, militaire voertuigen en lijnbussen zijn vrijgesteld van tol.
Ook zijn er zes zaterdagen per jaar tolvrije zaterdagen gedurende het hele etmaal. In 2020 zijn enkele tolvrije dagen niet doorgegaan wegens de coronacrisis in Nederland. Deze zijn in 2021 extra ingepland.
Per 30 december 2024 is de tunnel tolvrij voor personenauto’s en motoren. Het overige gemotoriseerde verkeer blijft tol betalen tot 2033.

### T-tag en m-tag
Voor een snelle doorgang zijn de t-tag en de m-tag (voor motorfietsen) ontwikkeld. Met de t-tag rijdt men (maximaal 30 km/u) zonder stil te staan door de tollaan. De t-tag is een klein apparaatje dat bevestigd dient te worden tegen de voorruit. De m-tag voor motorrijders is een pasje dat door de tolgaarder bij de kassa gescand wordt, waarna het bedrag van het tegoed wordt geïncasseerd. Motorrijders moeten dus altijd via de kassa, ook i.v.m. veiligheid. Dochteronderneming Movenience van de N.V. Westerscheldetunnel verzorgt de inning.

### Busvervoer
De volgende buslijnen maken gebruik van de Westerscheldetunnel:
- Lijn 20: Hulst - Goes Station
- Lijn 50: (Gent -) Terneuzen  - Middelburg Station
- Lijn 645:  Zaamslag - Terneuzen - Goes - Krabbendijke Calvijn College (Scholierennet)
- Lijn 650: Terneuzen → Middelburg Station (Scholierennet)
- Lijn 660: (Hulst →) Terneuzen - Vlissingen Papagaaienburg (Scholierennet)

Lijn 50 rijdt alleen in het weekend naar Gent; viermaal op zaterdag en viermaal op zondag. Tijdens de zomerdienstregeling wordt ook op andere dagen doorgereden naar Gent (1×/uur).

### Fiets en bromfiets
Fietsen en bromfietsen worden niet toegelaten in de tunnel, maar kunnen tegen betaling worden meegenomen in de buslijnen. Hiervoor moet van tevoren een e-ticket worden gekocht. Verder heeft Westerschelde Ferry BV twee schepen in dienst die een veerboot-verbinding onderhouden tussen Vlissingen en Breskens die alleen voetgangers en (brom)fietsers meenemen.
Sinds 2018 (met uitzondering van 2020) rijdt elk jaar de wielerwedstrijd Scheldeprijs door de tunnel na de start in Terneuzen. In juni 2022 ging eenmalig een wielertoertocht (Delta Ride for the Roses) door de tunnel.